# Mediterranea planorbis
Mediterranea planorbis is een slakkensoort uit de familie van de Oxychilidae. De wetenschappelijke naam van de soort is voor het eerst geldig gepubliceerd in 1899 door Moellendorff.